# Veľké Dvorníky
Veľké Dvorníky es un municipio del distrito de Dunajská Streda en la región de Trnava, Eslovaquia, con una población estimada a final del año 2024 de 1373 habitantes.
Se encuentra ubicado al sur de la región, cerca de los ríos Danubio y Váh, y de la frontera con Hungría y la región de Bratislava.

## Demografía
| Año        | 1994 | 2004     | 2014     | 2024     |
| ---------- | ---- | -------- | -------- | -------- |
| Población  | 727  | 874      | 1117     | 1373     |
| Diferencia |      | +20,22 % | +27,80 % | +22,91 % |

| Año        | 2023 | 2024    |
| ---------- | ---- | ------- |
| Población  | 1383 | 1373    |
| Diferencia |      | −0,72 % |